# Hamilton (Kansas)
Pour les articles homonymes, voir Hamilton.
Hamilton est une ville des États-Unis située dans l’État du Kansas et le comté de Greenwood. Lors du recensement de 2010, sa population était de 268 habitants.

## Source de la traduction
- (en) Cet article est partiellement ou en totalité issu de l’article de Wikipédia en anglais intitulé « Hamilton, Kansas » (voir la liste des auteurs).